# مصائب شیرین
مصائب شیرین فیلمی به کارگردانی و نویسندگی علیرضا داوودنژاد محصول سال ۱۳۷۷ است.

## بازیگران
- احترام السادات حبیبیان
- سید شجاع الدین حبیبیان
- محمدرضا داوودنژاد
- رضا داوودنژاد
- مونا داوودنژاد
- حسین میرآقایی
- زهره میرآقایی
- پرویز احمدی
- سیروس یزدانی
- منیر اصفهانی
- امیر حقیقت
- اقدس سعادت رضایی

## خلاصه فیلم
رضا که پس از فوت مادرش با پدر و مادربزرگ مادری اش زندگی می‌کند، در سالهای نوجوانی به دختردایی اش مونا علاقمند می‌شود. رضا و مونا به بهانه درس و مشق و بازدیدهای خانوادگی یکدیگر را ملاقات می‌کنند. روابط ساده و صمیمی آن دو موجب نگرانی خانواده می‌شود. رضا نیز، که از محدودیت‌هایی که برای او و مونا ایجاد کرده‌اند دلگیر است، هر از گاهی رو به دوربین از مشکلات و علاقه خود صحبت می‌کند. یکی از دوستان فامیل همه اعضای خانواده را به ویلای خود دعوت می‌کند و با دعوت از یک گروه فیلمبرداری از اعضای خانواده داودنژاد می‌خواند که به بیان مسایل و مشکلات خود بپردازند. آن‌ها در این جلسه به این نتیجه می‌رسند که بایستی به جوانان خانواده کم‌تر سخت بگیرند.